# Portland International Raceway
Portland International Raceway är en racerbana belägen utanför Portland, Oregon, USA, som är 3,17 km lång och tar 86 000 åskådare på läktarplats.

## Historia
Portlands racerbana öppnade 1960, och blev från och med 1980-talet en av de ordinarie banorna i CART i över 20 års tid. Flera klassiska tävlingar kördes på den korta och tajta banan, bland annat en tusendelsduell 1997 mellan Mark Blundell och Gil de Ferran, där Blundell tog hand om segern på det sista varvet. Portland lämnades utan stortävlingar efter Champ Car:s försvinnande, men den har deklarerat intresse för att få en tävling i IndyCar Series.